# Fossae Cluiliae
Le Fossae Cluiliae furono un grande trincea che circondava la città di Roma a circa 6 ~ 8 km dalle mura della città scavata dall'armata di Alba Longa verso la metà del VII secolo a.C. durante la prima fase della guerra contro Roma. Prendono il nome dal generale Gaio Cluilio, re di Alba Longa al tempo del re di Roma Tullo Ostilio.
Le Fossae Cluiliae sono menzionate di nuovo da Tito Livio e da Plutarco in una guerra della metà del IV secolo a.C. In quella circostanza il generale Coriolano, passato ai Volsci e vittorioso in una serie di battaglie contro i romani, marciò su Roma e si accampò a 5 miglia della città in un luogo detto Fossae Cluiliae..